# Макатон

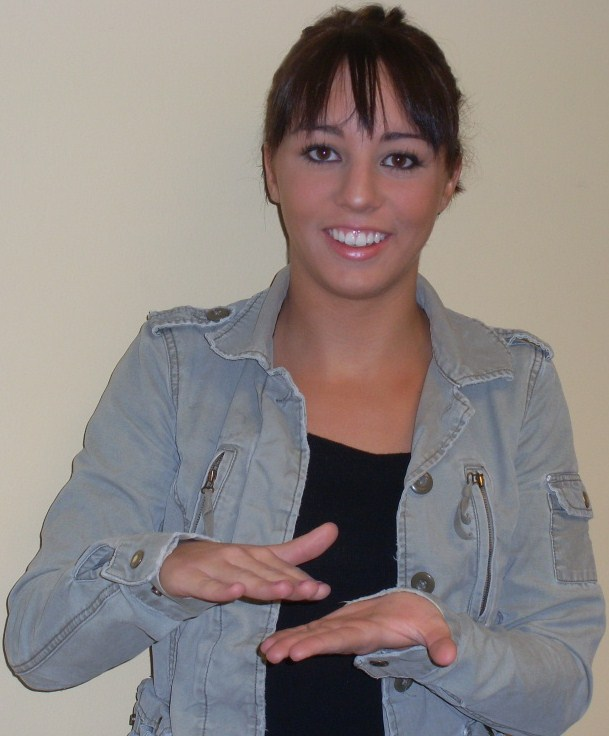
Слово nice («милый») на языке Макатон

Макатон — языковая программа, сочетающая звучащую речь, жесты и символы, которая используется для коммуникации людьми с расстройствами развития учебных навыков. Макатон успешно используется в случаях с аутизмом, синдромом Дауна, для детей с различными психическими расстройствами, а также для детей с нарушениями слуха и дополнительными проблемами.
Языковую программу Макатон применяют более чем в 50 странах мира. В профессиональной деятельности его могут применять учителя, логопеды, работники социальной сферы, сотрудники детских садов, инструкторы, сиделки, няни, психологи и психиатры.

## История
В 1968 году Маргарет Уокер начала работать логопедом в психиатрической больнице (Botley's park) для взрослых и детей. Маргарет обнаружила, что среди 1100 пациентов больницы у 60% наблюдаются сильные проблемы с коммуникацией, а половина пациентов полностью или частично лишена речи. Среди других расстройств также присутствовали нарушение слуха, нарушения зрения, физическая инвалидность, Аутизм. Пытаясь разработать систему коммуникации с больными, Маргарет начала записывать их разговоры как во время консультаций, так и в бытовой обстановке. Наиболее часто используемые слова Маргарет распределяла по уровням, начиная с основных понятий, связанных с базовыми потребностями: «есть», «пить», «спать», «дом», «я», «ты», «папа», «мама», заканчивая глаголами, выражающими чувства. Если обычный человек использует в своей повседневной речи около 1500 слов, то для людей с коммуникативными расстройствами это число значительно меньше. В результате Маргарет создала Основной словарь Макатон, куда вошли 350 понятий, которые необходимы в первую очередь для выражения своих ежедневных потребностей. 
Однако многие больные не могли воспринимать информацию на слух, а к тому же удерживать её в памяти. Для решения этой проблемы Маргарет решила сопровождать свою речь при общении с пациентами жестами, ряд из которых она позаимствовала из Британского жестового языка (англ. British Sign Language), который ей доводилось применять ещё студенткой, работая в школе для глухих. 
В 1972 году на протяжении 9 месяцев Маргарет пыталась понять, понимают ли больные язык, представляющий из себя жесты, сопровождаемые речью, и будут ли они его использовать на постоянной основе. В итоге группа, с которой работала Маргарет, за это время смогла научиться распознавать от 60 до 90% используемых жестов. К тому же некоторые пациенты начали самостоятельно использовать жесты и даже применять речь. 
Вскоре Маргарет решила проделать ту же работу с детьми возрастом от 3 до 7 лет, которые имели те же отклонения, что и её пациенты, однако проживали дома и не были отделены от общества. Результаты вновь оказались положительными: люди с различными коммуникативными расстройствами могут различать, запоминать и в дальнейшем использовать жесты, сопровождаемые речью. Однако в случае с детьми число используемых понятий было расширено до 400. Были добавлены слова, связанные с коммуникацией внутри общества, необходимости в которых не было в пределах одной больницы. 
После успешной проверки на практике сочетания речи и жестикулирования в общении с людьми с различными нарушениями Маргарет и её коллеги создали полноценный словарь Макатон. Само название — это аббревиатура, где «Ма» — это Маргарет, «ка» — Кэти (Kathy) и «тон» — Тони. Кэти Джонстон (Kathy Johnston) и Тони Корнфорт (Tony Cornforth) — коллеги Маргарет, члены Британской ассоциации глухих и немых (сейчас Британская ассоциация глухих,The British Deaf Association (BDA)).
В 1976 году Маргарет Уокер основала благотворительный фонд, который изначально носил название Проект по развитию словаря Макатон (The Makaton Vocabulary Development Project), а затем был переименован в Благотворительный фонд Макатон (The Makaton Charity).
Тогдашняя версия языковой программы Макатон, интерес к которой проявляли люди со всей Великобритании, тем не менее не подходила для всех. Маргарет и её коллеги заметили, что люди с серьезными недостатками физического развития не могут полноценно использовать жесты для выражения своих эмоций. В связи с этим на протяжении 5 лет Маргарет с командой разрабатывали специальные символы, которые бы могли обеспечивать процесс коммуникации с людьми, не способными в полной мере использовать речь и жесты. 
Таким образом, Макатон стал представлять из себя сочетание трёх составляющих: речь, жесты и визуальные ориентиры в виде символов. В зависимости от конкретных физических и умственных осложнений человек может использовать как все три коммуникационных составляющих сразу, так и делать упор на отдельных из них.
К 1982 году 95% английских школ для детей с серьезными расстройствами развития учебных навыков использовали Макатон. Языковая программа также стала применяться в больницах, центрах обучения взрослых, дошкольных учреждениях, а также на дому.

В 2004 году Издательство Оксфордского университета включило термин "Макатон" в Оксфордский словарь английского языка: 
Торговая марка — языковая программа, объединяющая речь, жесты и графические символы, разработанная для того, чтобы помочь людям с трудностями в коммуникации и особенно людям с расстройствами развития учебных навыков.
A trademark for: a language programme integrating speech, manual signs, and graphic symbols, developed to help people for whom communication is very difficult, especially those with learning disabilities.

## Исследования
В 1990-х одновременно в Канаде и США Джозеф Гарсиа (Joseph Garcia), Линда Акредоло (Linda Acredolo) и Сюзан Гудвин  (Susan Goodwyn) провели исследования, которые должны были продемонстрировать эффективность обучения детей американскому языку жестов Амслен. 
Гарсия установил, что от рождения глухие дети начинают общаться при помощи жестов быстрее, чем обычные дети учатся говорить. Также он заметил, что дети, не имеющие проблем со слухом, но в то же время научившиеся языку жестов, обладают более обширным словарным запасом и применяют его более эффективно по сравнению с детьми,  не обученными языку жестов. Таким образом, Гарсия пришел к выводу, что Американский жестовый язык оказывает положительное влияние на развитие коммуникативных навыков у обычных детей и улучшает их владение языком.
Акредоло и Гудвин провели исследования в США и обнаружили, что дети, которые используют язык жестов, быстрее и легче учатся говорить, чем те, кто делает это, не применяя язык жестов. Они разработали на основе своих наблюдений особую систему жестов для детей и предложили использовать её одной группе родителей со своими детьми, в то время как вторая группа систему не применяла. 
Результаты исследования показали, что дети, использовавшие жесты:
- Набирают более высокие результаты при тестировании;

- Обладают более обширным словарным запасом;

- Понимают большее количество слов;

- Играют в более сложные игры;

- Родители детей также рассказали об улучшении коммуникативных навыков у их детей и об улучшении «связи между ребенком и родителями».

Эти выводы подтверждают проделанные ранее исследования Уокер (Walker) и Бонвилиан (Bonvillian) о влиянии языка жестов на коммуникативные навыки.
В 1980-х Бонвиллиан и его коллеги наблюдали за группой глухих детей и заметили, что они в среднем через 8,5 месяцев после рождения начинают использовать запомнившееся жесты, что намного раньше того возраста, когда обычные дети начинают говорить.
В 2005 году благотворительный фонд Проект по развитию словаря Макатон (The Makaton Vocabulary Development Project) провел исследования с детьми, не имеющими расстройств развития учебных навыков и с не выявленными на тот момент другими отклонениями, возрастом от трёх до двенадцати месяцев с целью продемонстрировать преимущества языковой программы Макатон. 
Родители, которые участвовали в исследовании, должны были посетить 6 занятий раз в неделю, на которых их обучали применять Макатон при коммуникации с детьми.
Однако был сделан ряд других положительных заключений:
- Повышение уверенности при коммуникации с детьми у родителей;
- Улучшение коммуникативных навыков у родителей;
- Увеличение времени, проведенного родителями, общаясь с детьми;
- Более глубокое осознание родителями своих коммуникативных навыков и коммуникативных навыков своих детей;
- Улучшение у детей ряда навыков (зрительный контакт, внимание, концентрация);
- Использование детьми указательных жестов как важной составляющей развития коммуникативных навыков.

## Россия
С 2008 года программа Макатон начала применяться в России.
Русскоязычная версия языковой программы Макатон использует лишь разработанные Маргарет Уокер и её коллегами основные принципы коммуникации посредством речи, жестов и символов, которые сами по себе могут сильно отличаться от британского варианта в связи с культурными и лингвистическими различиями. Так, в русскоязычную версию вошло значительно больше слов, обозначающих продукты питания и игрушки. Например, в наборе русских слов отсутствует имеющееся в английском слово овца, зато есть слово баня.
За основу русского Макатона взяты упрощённые жесты русского жестового языка. В России число носителей языковой программы Макатон не превышает несколько сотен. Основная проблема, которая мешает распространению Макатона в России - боязнь родителей того, что их дети, применяя жесты и символы, в будущем никогда не заговорят.